# Jakow Grigorjewitsch Sinai

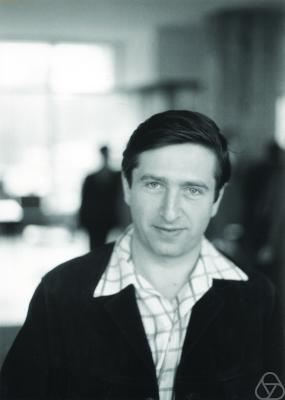
Jakow Sinai (1976)

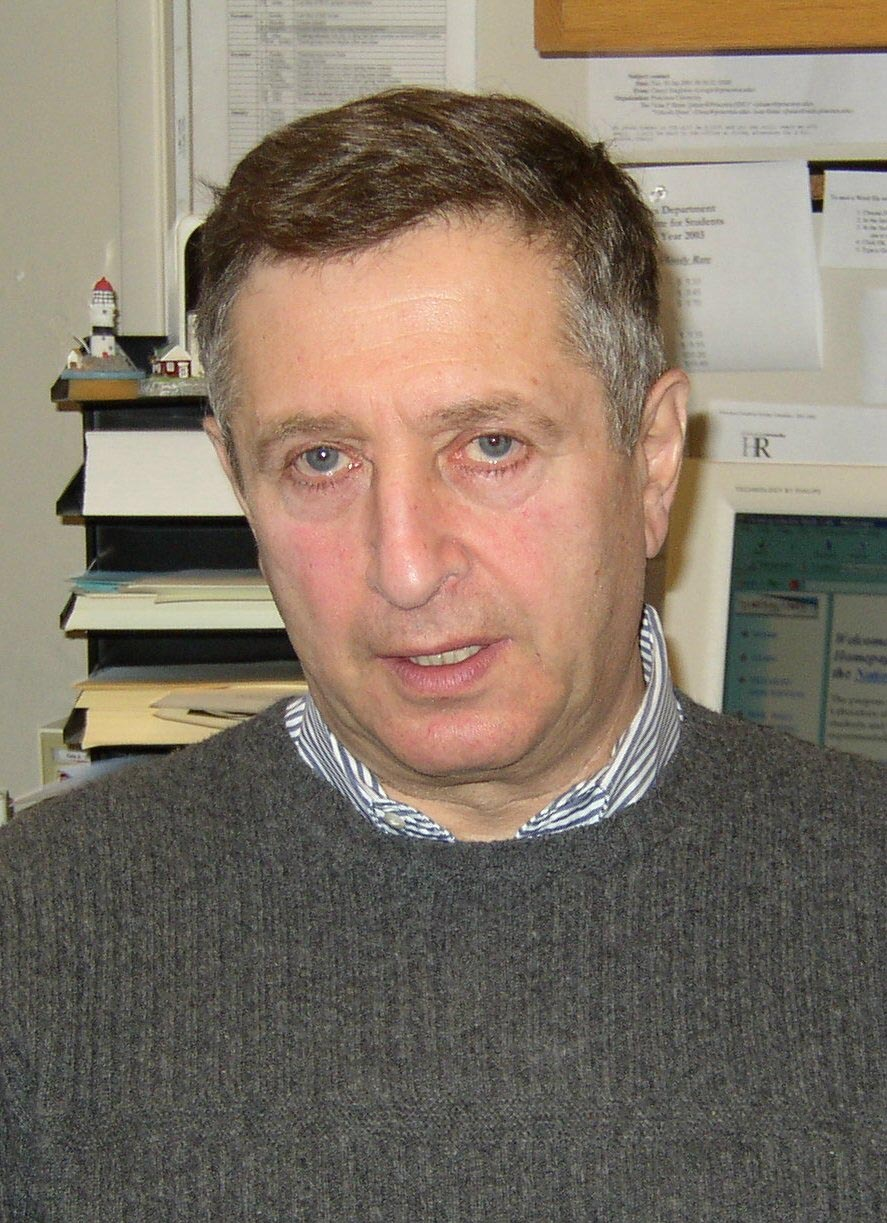
Jakow Sinai

Jakow Grigorjewitsch Sinai (englisch Yakov Sinai, russisch Яков Григорьевич Синай; * 21. September 1935 in Moskau) ist ein russischer Mathematiker und theoretischer Physiker, der einer der Begründer der stochastischen Theorie dynamischer Systeme ist.

## Leben
Sinai stammt aus einer Familie von Wissenschaftlern, sein Großvater Weniamin Fjodorowitsch Kagan war ein bekannter Geometer und seine Eltern waren in der medizinisch-biologischen Forschung tätig. 1957 machte er seinen Abschluss an der Lomonossow-Universität, und 1960 promovierte Sinai bei Andrei Kolmogorow an der Lomonossow-Universität in Moskau, wo er ebenfalls seinen „russischen Doktor“ 1963 machte (er entspricht im Westen einer Habilitation). Danach war er Wissenschaftler an der Lomonossow-Universität im Labor für Wahrscheinlichkeitstheorie und Statistik. 1971 wurde er Professor an der Lomonossow-Universität. 1993 ging er als Professor an die Universität Princeton. Er ist aber nach wie vor (2002) am Labor für Wahrscheinlichkeitstheorie und Statistik des Landau-Instituts für Theoretische Physik, an dem er seit 1971 als leitender Wissenschaftler arbeitet.
Sinai ist seit 1999 Mitglied der National Academy of Sciences der USA, seit 1983 der American Academy of Arts and Sciences, seit 1991 der Russischen Akademie der Wissenschaften sowie auswärtiges Mitglied der Academia Europaea (2008), der Polnischen (2009), der Ungarischen (1993) der Brasilianischen (2000) und der Norwegischen Akademie der Wissenschaften und seit 2009 der Royal Society. Er ist Ehrenmitglied der London Mathematical Society und Fellow der American Mathematical Society. 1986 erhielt er die Boltzmann-Medaille, 1989 den Dannie-Heineman-Preis für mathematische Physik, 1990 den Markov-Preis, 1992 die Dirac-Medaille des ICTP, 1997 den Wolf-Preis, 2002 den Nemmers-Preis für Mathematik und 2009 den Henri-Poincaré-Preis. 1990 hielt er einen Plenarvortrag auf dem ICM in Kyōto (Hyperbolic billiards), 1978 war er Invited Speaker auf dem ICM in Helsinki (Scaling in the theory of phase transitions) und 1970 in Nizza (Invariant measures for Anosov´s dynamical systems). 2013 erhielt er den Leroy P. Steele Prize, 2014 den Abelpreis. Für 2015 wurde ihm der Marcel Grossmann Award zugesprochen. Er ist Ehrendoktor der Universität Warschau, der University of Warwick und der Hebräischen Universität Jerusalem.
Sinai arbeitete als Schüler Kolmogorows im Schnittbereich von Wahrscheinlichkeitstheorie und der Theorie dynamischer Systeme und ist in diesem Bereich der Gründer einer einflussreichen Schule sowohl von Mathematikern als auch von Physikern. Bekannt sind seine Untersuchungen der Ergodizität von „Billard“-Systemen. Nach ihm und seinem Lehrer ist die Kolmogorow-Sinai-Entropie (auch metrische bzw. maßtheoretische Entropie oder Kolmogorov-Entropie genannt) benannt (entwickelt 1958/59). Sinai untersuchte auch die Eigenschaften des Spektrums quasiperiodischer Schrödinger-Operatoren und die mathematische Theorie der Phasenübergänge.
Zu seinen Doktoranden zählen Pavel Bleher, Leonid Bunimowitsch, Leonid Polterovich, Corinna Ulcigrai, Anatole Katok, Marina Ratner, Grigori Alexandrowitsch Margulis, Svetlana Jitomirskaya und Konstantin Chanin.
Jakow Sinai ist mit der Mathematikerin und Physikerin Elena B. Wul verheiratet. Sie haben einen Sohn.

## Schriften
- Topics in Ergodic Theory. Princeton 1977, 1994
- Probability theory – an introductory course. Springer, 1992
- mit Koralov: Theory of probability and random processes. 2. Auflage, Springer, 2007
- Theory of phase transitions- rigorous results. Pergamon, Oxford 1982
- mit Issaak Pawlowitsch Kornfeld (Cornfeld), Sergei Wassiljewitsch Fomin: Ergodic theory. Springer, Grundlehren der mathematischen Wissenschaften 1982
- Mathematicians and physicists = Cats and Dogs? In: Bulletin AMS. 2006, Heft 4, PDF-Datei
- How mathematicians and physicists found each other in the theory of dynamical systems and in statistical mechanics, in Bolibruch, Osipov, Sinai (Herausgeber) Mathematical Events of the Twentieth Century, Springer 2006, S. 399